# Kendall (Wisconsin)
Kendall es una villa situada en el condado de Monroe, Wisconsin, Estados Unidos. Tiene una población estimada, a mediados de 2023, de 475 habitantes. 

## Geografía
La localidad está ubicada en las coordenadas 43°47′34″N 90°22′04″O / 43.79278, -90.36778 (43.792669, -90.367649). Según la Oficina del Censo, tiene una superficie de 1.98 km², correspondientes en su totalidad a tierra firme.

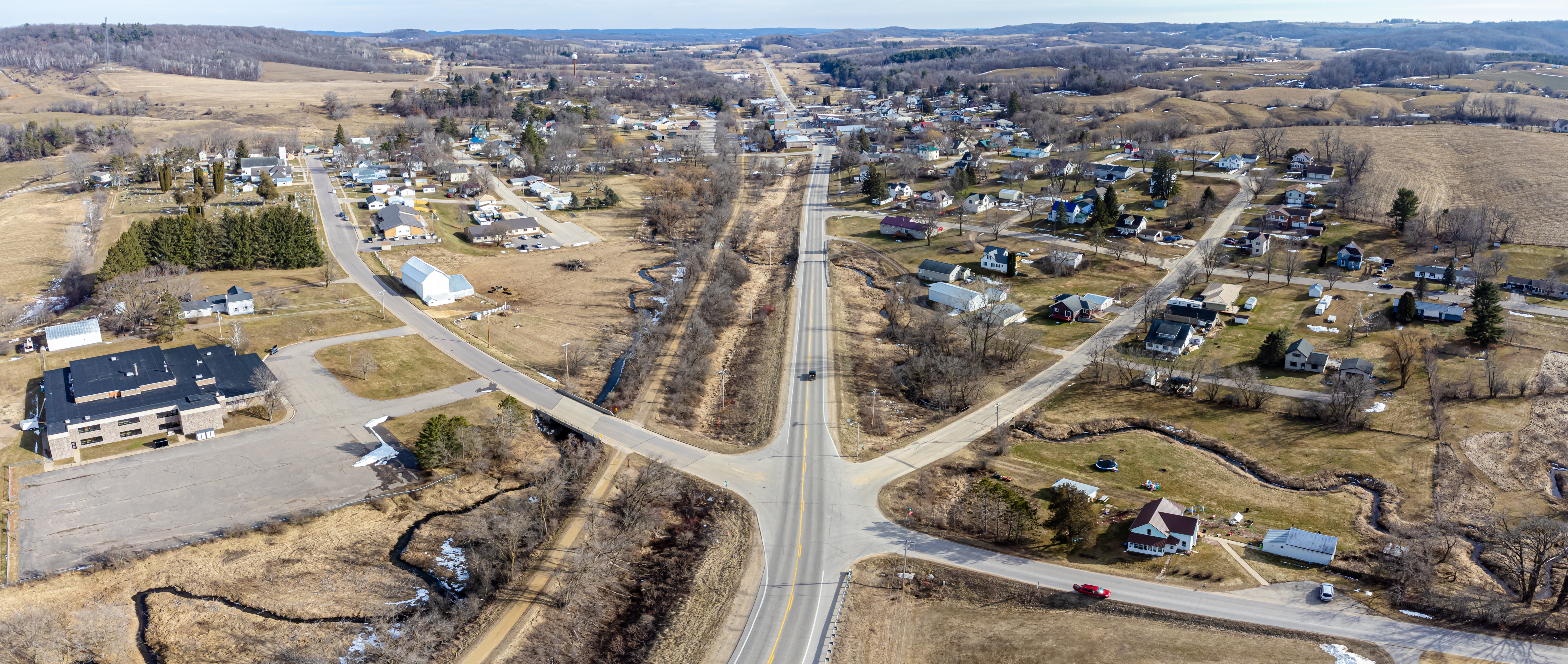
Ruta 71

## Demografía
Según el censo de 2020, en ese momento había 484 personas residiendo en la localidad. La densidad de población era de 244.44 hab./km². El 89.88% de los habitantes eran blancos, el 1.24% eran afroamericanos, el 0.62% eran amerindios, el 0.62% eran asiáticos, el 0.62% eran de otras razas y el 7.02% eran de una mezcla de razas. Del total de la población, el 3.51% eran hispanos o latinos de cualquier raza.